# Ілюзія недавності
Ілюзія недавнього часу — це переконання або враження, що слово чи мова вживалися давно. Термін був придуманий лінгвістом Стенфордського університету Арнольдом Цвікі, який у першу чергу вивчав цей феномен на прикладі слів, фраз і граматичних структур. Однак використання терміна не обмежується мовними явищами: Цвікі визначає його просто як «віру в те, що речі, які ви нещодавно помітили, насправді є недавніми».
За словами Цвікі, ілюзія викликається вибірковою увагою.

## Приклади
У англійській мові є певні слова та речення, які найчастіше викликають ілюзії недавності:
- «Однина як вони»: використовуйте «вони», «їх» або «їх» для позначення антецедентів в однині, які не мають визначеної статі, наприклад: «Якщо Джордж або Саллі прийдуть, дайте їм пакунок». Хоча це використання часто називають сучасним винаходом, воно досить старе.
- Фраза «між тобою та мною» (а не «між тобою та мною») (англ. «between you and I» // «between you and me»)часто розглядається сьогодні як надмірне виправлення, і іноді її можна знайти й в ранній сучасній англійської мові.
- Підсилювач — «справді», наприклад «це був справді гарний досвід», а модеруючий прислівник «гарно» (англ. «pretty»), як-от «це був дуже гарний досвід» (англ. «it was a pretty exciting experience»). У багатьох людей складається враження, що ці вживання дещо схожі на сленгові терміни й що вони з'явилися відносно недавно. Вони датуються принаймні 18 століттям і зазвичай зустрічаються в працях і листах таких письменників, як Бенджамін Франклін.

- «Буквальне» використання переносних значень як інтенсифікаторів часто розглядається як нещодавня зміна, але насправді це використовується з 1760-х років.
- «Сокира» (англ. «aks») як продукт лише афроамериканської англійської мови. Використання «aks» замість «ask» сходить до роботи Чосера в середньоанглійській мові, хоча зазвичай у цьому контексті пишуть «сокира»  (англ. «ax»).
- Слово «нещодавно» (англ. «recency»). Воно зазвичай використовується в споживчому маркетингу («аналіз нещодавніх відвідувань клієнтів»), і багато хто вважає, що він був винайдений для цієї мети. Але вперше його відоме використання було в 1612 році.